# Ulf Gripenholm
Ulf Gripenholm, född 1943 i Stockholm, är en svensk målare, tecknare och grafiker. Gripenholm utbildade sig under större delen av 1960-talet vid Konstfack och Kungliga Konsthögskolan och finns idag representerad vid bland annat Moderna Museet, Nationalmuseum och Statens porträttsamling.